# Fonds pour l'environnement mondial
Pour les articles homonymes, voir FEM et GEF.
Le Fonds pour l'environnement mondial ou FEM (en anglais Global Environment Facility, GEF) est une organisation gérant un système de financement destiné à mener des actions pour la préservation de l'environnement. C'est une organisation financière indépendante qui accorde des subsides aux projets liés à la biodiversité, la lutte contre les effets du réchauffement climatique, la pollution des eaux, la régression et dégradation des sols, la réduction de la couche d'ozone et les polluants organiques persistants.
Le FEM travaille en partenariat avec les institutions internationales, des organisations non gouvernementales, et des partenaires du secteur privé qui luttent contre les problèmes environnementaux à l'échelle mondiale. Il soutient également les initiatives de développement durable. Aujourd'hui, le FEM est le plus important bailleur de fonds mondial pour les projets visant à améliorer l'environnement.

## Organisation

### La direction
L'Assemblée du FEM est l'organe directeur du FEM, elle regroupe les représentants des pays membres. Elle se réunit tous les trois à quatre ans, et évalue et révise la politique générale, le fonctionnement. L'Assemblée du FEM choisit des représentants de ses membres pour siéger au Conseil du FEM.
Le Conseil du FEM fonctionne comme un conseil d'administration indépendant, dont la responsabilité première est l'élaboration, l'adoption et l'évaluation des programmes du FEM. Le Conseil est formé de 32 membres, 16 de pays en développement, 14 de pays développés, et deux en provenance de pays émergents. Ils se réunissent deux fois par an pendant trois jours. Toutes les décisions sont prises par consensus. La politique de la porte ouverte envers les organisations non gouvernementales et des représentants de la société civile en font un organe unique parmi les institutions financières internationales.
Ce fonds rassemble 183 pays dont 39 pays sont donateurs. Pour la huitième réapprovisionnement du fonds en avril 2022, 5,25 milliards d'USD ont été récoltés utilisables jusqu'en 2026.

### L'administration
Le Secrétariat du FEM composé de 40 personnes, basée à Washington, travaillant sous la direction d'un secrétaire général (en anglais Chief executive officer  - CEO), rend compte directement au Conseil du FEM et de l'Assemblée, en veillant à ce que leurs décisions soit appliquée d'une manière efficace. Le secrétariat coordonne la réalisation des projets inclus dans le programme de travail annuel, supervise leur mise en œuvre, et veille à ce que la stratégie opérationnelle et les politiques soient suivies. Un bureau d'évaluation des performances du FEM est également situé à Washington, il rend compte directement au Conseil du FEM.
La Japonaise Naoko Ishii a été la présidente et directrice générale du Fonds pour l'environnement mondial (FEM) à partir d'août 2012. En octobre 2014, le Conseil du FEM a décidé à l'unanimité de prolonger son mandat pour un deuxième mandat jusqu'en août 2020. Elle avait succédé à la Française Monique Barbut.
Le 2 juin 2020, le FEM a annoncé que Carlos Manuel Rodriguez avait été choisi pour lui succéder en tant que président directeur général du FEM.

## Action
Créé en 1991, le FEM travaille principalement avec les pays en développement et les pays émergents. Il a fourni 7,6 milliards de USD de subventions et permis de financer 30,6 milliards d'aide de cofinancement sur plus de 2000 projets dans plus de 165 pays. Près de 20 % de ces fonds ont été gérés par des ONG. Le FEM permet également le financement de quatre conventions internationales sur l'environnement :
- La Convention sur la diversité biologique
- La Convention-cadre des Nations unies sur les changements climatiques
- La Convention des Nations unies sur la lutte contre la désertification
- La Convention de Stockholm sur les polluants organiques persistants

À ce titre, le FEM aide à financer des initiatives qui aident les pays en développement à atteindre les objectifs des conventions. Le FEM collabore aussi étroitement avec d'autres organisations concernant les traités et accords internationaux. La réunion pour le changement climatique à Bali en décembre 2007, a été choisie pour accueillir le secrétariat intérimaire pour le Fonds d'adaptation au changement climatique.

## Partenaire
Le FEM, restructuré, collabore avec dix autres institutions mondiales qui intègrent dans leur politique un volet concernant l'environnement et qui sont :
- Le Programme des Nations unies pour le développement
- Le Programme des Nations unies pour l'environnement
- La Banque mondiale
- L'Organisation des Nations unies pour l'alimentation et l'agriculture
- La Banque interaméricaine de développement
- L'Organisation des Nations unies pour le développement industriel
- La Banque asiatique de développement
- La Banque africaine de développement
- La Banque européenne pour la reconstruction et le développement
- Le Fonds international de développement agricole